# Milan-San Remo 1915
La 9e édition de la course cycliste, Milan-San Remo a eu lieu le 28 mars 1915 et a été remportée par l'Italien Ezio Corlaita. C'est pourtant Costante Girardengo  qui a franchi la ligne d'arrivée en premier avant d'être disqualifié pour ne pas avoir pris la bonne route.

## Classement final
|    | Cycliste            | Pays   | Équipe  | Temps            |
| -- | ------------------- | ------ | ------- | ---------------- |
| 1  | Ezio Corlaita       | Italie | Dei     | 10 h 36 min 03 s |
| 2  | Luigi Lucotti       | Italie | Bianchi | + 1 min 07 s     |
| 3  | Angelo Gremo        | Italie | Bianchi | + 6 min 57 s     |
| 4  | Carlo Galetti       | Italie | Dei     | + 7 min 07 s     |
| 5  | Giuseppe Azzini     | Italie | Bianchi | + 8 min 27 s     |
| 6  | Giovanni Cervi      | Italie | -       | + 17 min 04 s    |
| 7  | Giovanni Rossignoli | Italie | -       | + 25 min 37 s    |
| 8  | Lauro Bordin        | Italie | -       | + 25 min 37 s    |
| 9  | Ottavio Pratesi     | Italie | -       | + 25 min 37 s    |
| 10 | Alfonso Calzolari   | Italie | Stucchi | + 25 min 37 s    |